# II. Ferdinánd aragóniai király
II. Ferdinánd (ismert még történelmi ragadványnevén, mint Katolikus Ferdinánd, spanyolul: Fernando el Católico; Sos, Aragónia, 1452. március 10. – Madrigalejo, Kasztília, 1516. január 25.), Aragónia királya 1479-től 1516-os haláláig. Kasztíliai Izabella férjeként és társuralkodójaként Kasztília iure uxoris királya is volt (V. Ferdinánd néven) 1475-től felesége 1504-ben bekövetkezett haláláig. Izabellával a „Katolikus királyok” néven ismeretesek. Ugyan Kasztília és Aragónia külön királyság maradt, ám feleségével őket tekintik az első spanyol uralkodóknak, akik megteremtették a mai egységes Spanyolország alapjait.
Ferdinánd 1479-ben örökölte az Aragón Korona országainak trónját, amely magába foglalta az Aragón, a Valenciai, a Mallorcai, a Szardíniai és a Szicíliai Királyságokat, valamint a Katalán Hercegséget egyaránt. Izabellával való uralkodásuk alatt sikerrel zárult a reconquista, továbbá jelentős szerepük volt amerika európai gyarmatosításában, mivel az ő támogatásukkal indult útnak Kolumbusz Kristóf 1492-ben.
Izabella 1504-es halálát követően leányuk, Johanna lett Kasztília királynője, azonban arra hivatkozva, hogy a leány megőrült, Ferdinánd átvette a hatalmat és régensként kormányozta az országot. A második itáliai háborút követően 1504-ben sikeresen meghódította és uralma alá vonta a Nápolyi Királyságot is. 1506-ban a franciákkal kötött szerződés részeként Ferdinánd feleségül vette Germaine de Foix hercegnőt. 1512-ben második felesége jogaira hivatkozva megszállta a Navarrai Királyság nagy részét, és 1516-ban bekövetkezett haláláig uralkodott a mai Spanyolországot magába foglaló területeken. Névlegesen leánya, de facto viszont unokája, Károly követte a trónon.

## Élete

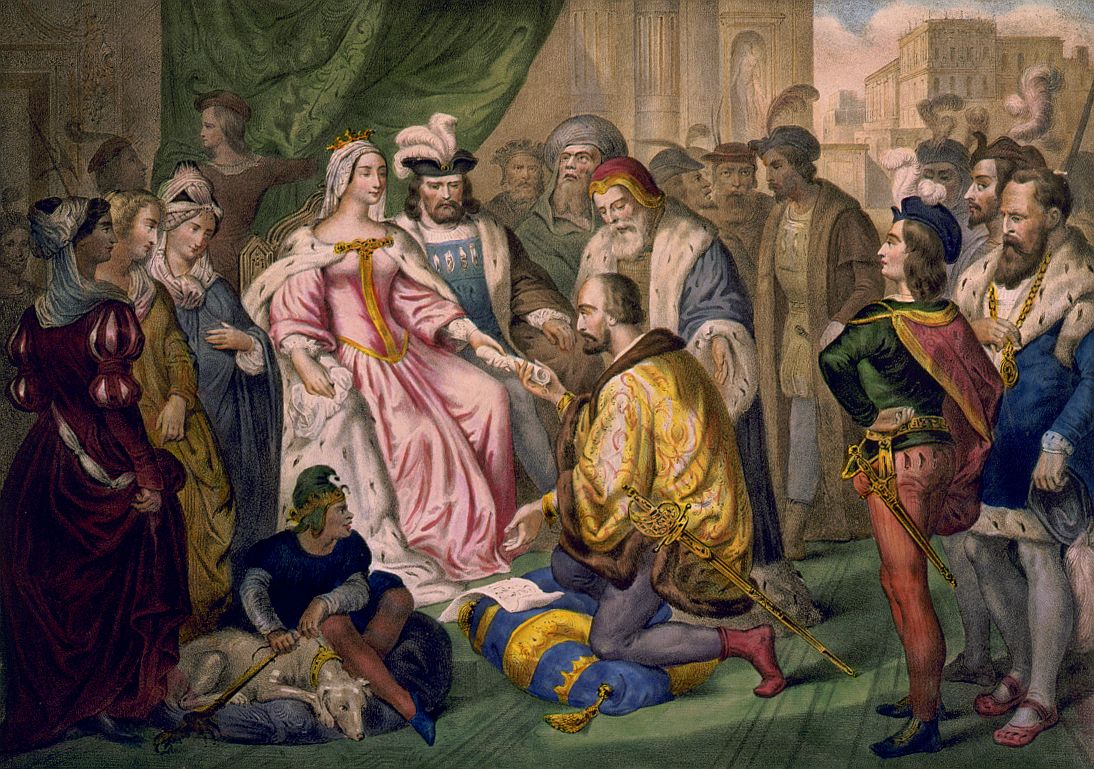
Kolumbusz bemutatja tervét Aragóniai Ferdinándnak és Kasztíliai Izabellának (színezett metszet, ismeretlen művész alkotása)

II. János aragóniai király és Johanna Enríquez fia.
Az aragóniai és a kasztíliai uralkodócsalád beleegyezése nélkül 1469-ben Kasztíliai Izabella és Aragóniai Ferdinánd titokban házasságot kötött egymással.
Izabella támogatásával megkezdődtek a felfedező utak, melynek köszönhetően Spanyolország világbirodalommá vált. A gazdaság prosperálása mellett a művészetek is virágzásnak indultak. Az egyház és a királyi pár adományai elősegítették a kultúra és a tudomány fejlődését, ráadásul a nagyvárosokban hatalmas építkezésekbe fogtak. Az aranykor azonban nem tartott sokáig.
Az Izabellával kötött házasságából született fiuk, Aragóniai János asztúriai herceg meghalt még a szülei életében, és a király második házasságából született fiúgyermeke is a születését követő órában meghalt. Utódként ezért nem jöhetett más szóba, mint az első házasságából származó lányának, Johannának valamelyik fia. Törvény szerint Johannának kellett volna elfoglalnia a trónt, de az asszony férjére való féltékenykedéseibe beleőrült.

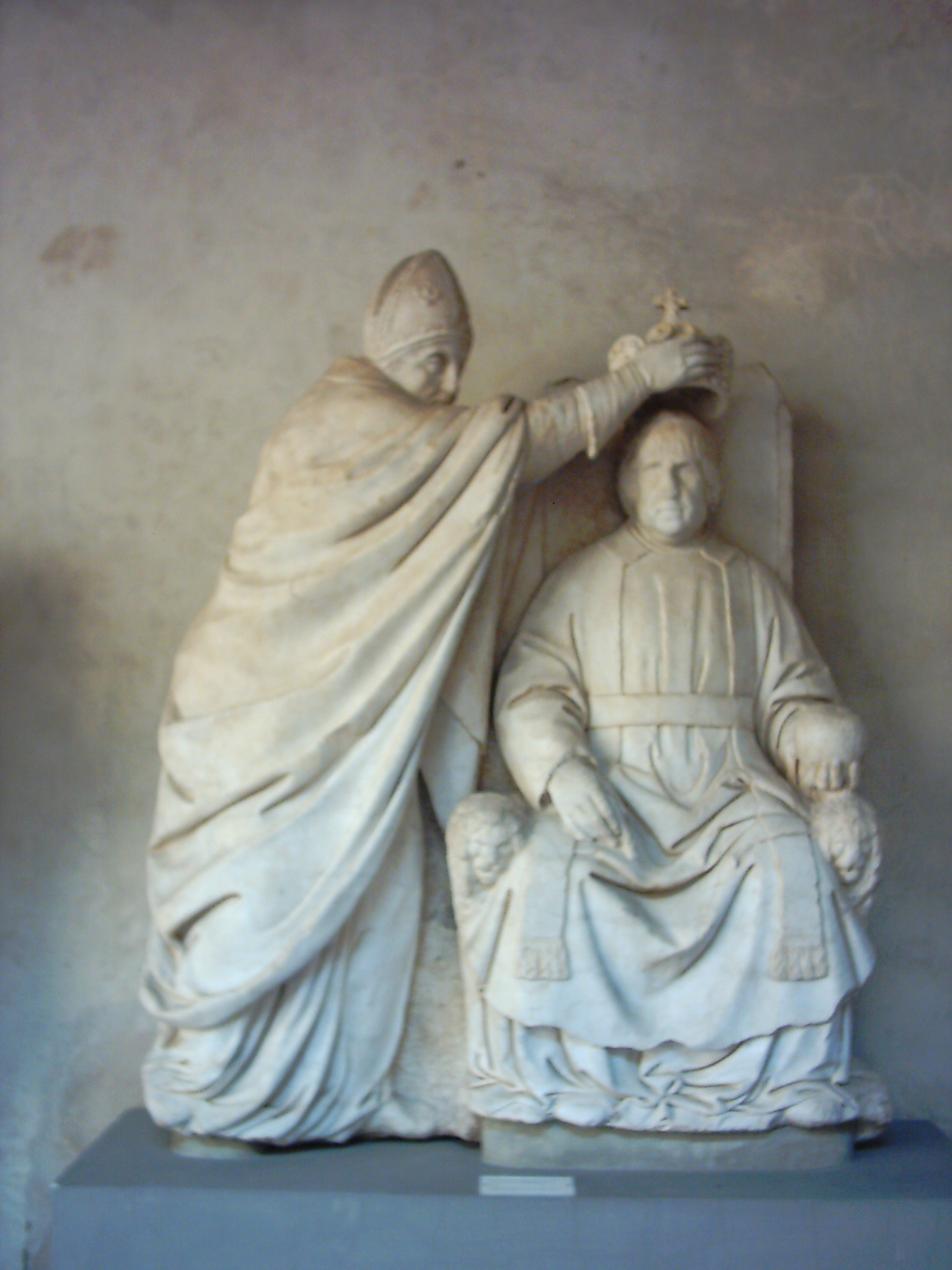
Katolikus Ferdinánd nápolyi királlyá koronázása, Bargello Múzeum, Firenze, Benedetto da Maiano szobra

1516. január 25-én 64 éves korában meghalt Aragóniai Ferdinánd. Az 1512-ben készített végrendelete szerint nem a kasztíliai földön nevelkedett Ferdinánd örökölte a trónt anyja, Őrült Johanna nevében, hanem annak bátyja, a még spanyolul sem beszélő Károly.
Ferdinánd második felesége Germaine de Foix volt.

## Gyermekei
- 1. feleségétől, I. Izabella kasztíliai királynőtől (1451–1504), 6 gyermek:
  - Izabella (1470–1498) kasztíliai trónörökösnő, Asztúria hercegnője, 1. férje Alfonz (1475–1491) portugál infáns, II. János (1455–1495) portugál király fia, nem születtek gyermekei, 2. férje I. (Szerencsés) Mánuel (1469–1521) portugál király, 1 fiú:
    - (2. házasságából:) Avisi Mihály (Zaragoza, Aragónia, 1498. augusztus 23. – Granada, 1500. július 19.) portugál, kasztíliai és aragón infáns és trónörökös, Asztúria és Girona hercege

  - János (1478–1497), Asztúria hercege, felesége Margit (1480–1530), I. Miksa német-római császár leánya, 1 gyermek:
    - Aragóniai N. (gyermek) (Alcalá de Henares, 1497. december – Alcalá de Henares, 1497. december), halva született

  - Johanna (1479–1555), II. Johanna néven kasztíliai és aragón királynő, férje Szép Fülöp (1478–1506) ausztriai főherceg, I. Fülöp néven felesége jogán Kasztília királya. I. Miksa német-római császár fia, 6 gyermek, többek között:
    - Habsburg Károly (1500–1558), I. Károly néven kasztíliai és aragón király, V. Károly néven német-római császár, felesége Izabella (1503–1539) portugál infánsnő, I. Mánuel portugál király és Aragóniai Mária kasztíliai infánsnő lánya, l. alább, 5 gyermek(+2 házasságon kívüli)
    - Habsburg Ferdinánd (1503–1564) I. Ferdinánd néven magyar és cseh király, német-római császár, felesége Jagelló Anna (1503–1547), II. Ulászló magyar király és Candale-i Anna (II. Ferdinánd féltestvérének, I. Eleonóra navarrai királynőnek az unokája) lánya, 15 gyermek
    - Habsburg Mária (1505–1558), férje II. Lajos magyar király (1506–1526), II. Ulászló magyar király és Candale-i Anna (II. Ferdinánd féltestvérének, I. Eleonóra navarrai királynőnek az unokája) fia, nem születtek gyermekei

  - Mária (1482–1517), férje I. (Szerencsés) Mánuel (1469–1521) portugál király, 10 gyermek, többek között:
    - Avisi Izabella (1503–1539), férje V. (I.) Károly (1500–1558) kasztíliai és aragón király, német-római császár, l. fent, 5 gyermek

  - N. (leány) halva született (1482. június 29./30.), Mária infánsnő ikertestvére
  - Katalin (1485–1536), 1. férje Artúr walesi herceg (1486–1502), gyermekei nem születtek, VII. Henrik angol király idősebb fia, 2. férje VIII. Henrik angol király (1491–1547), VII. Henrik angol király kisebbik fia, 6 gyermek, többek között:
    - (2. házasságából): I. (Tudor) Mária (1516–1558) angol királynő, férje II. (Habsburg) Fülöp (1527–1598), Kasztília és Aragónia királya, V. (Habsburg) Károly kasztíliai és aragón király, német-római császár és Izabella portugál infánsnő fia, 1 halva született fiú (?)
- 2. feleségétől, Foix Germána (1488/90–1538) navarrai infánsnőtől, Foix János, Narbonne algrófja lányaként I. Eleonóra navarrai királynő (II. Ferdinánd féltestvére) unokájától, 1 fiú:
  - János (Valladolid, 1509. május 3. – Valladolid, 1509. május 3.), Girona hercege,[3] aragón trónörökös
- Ágyasától, Aldonza Ruiz de Iborre úrnőtől, 1 fiú:
  - Alfonz (1470–1520), Zaragoza érseke, Aragónia régense, 7 természetes gyermek
- Ágyasától, Juana Nicolau úrnőtől, 1 leány:
  - Johanna (1471–1522 előtt), férje Bernardino Fernández de Velasco  (1451–1512), Frías hercege, Haro grófja, Kasztília hadsereg-főparancsnoka, Granada alkirálya, 1 leány
- Ágyasától, Toda de Larrea úrnőtől, 1 leány:
  - Mária (–1530 után), Madrigalejo Ágoston-rendi kolostorának apácája
- Ágyasától, N. de Pereira úrnőtől, 1 leány:
  - Mária (–1550), Madrigalejo Ágoston-rendi kolostorának apácája

## Emlékezete
- Emlékét őrzi Móra Ferenc Királyok föld felett és föld alatt című elbeszélése (megjelent a Túl a Palánkon című kötetben).